# Симонов, Евгений Алексеевич
Cимонов Евгений Алексеевич (14 февраля 1922 год — 15 ноября 2000 год) — участник Великой Отечественной войны, полный кавалер ордена Славы, старшина, командир отделения роты автоматчиков. Воевал на 2-м и 3-м Украинских фронтах.

## Биография
Родился в поселке Владимировка Воронежской области в крестьянской семье. Получил среднее образование. После войны обучался в лесотехническом институте Воронежа. Трудился в должности руководителя лесного хозяйства. С 1985 года и до последних дней жизни проживал в городе Черкассы Украинской ССР, где и похоронен.

## Боевые подвиги
С апреля 1940 года служил в рядах РККА. Получил в училище г. Хабаровска воинскую специальность. В боевых действиях в сентябре 1943 года и на разведывательном задании в феврале 1944 года показал пример храбрости. Подразделение под его руководством захватило в плен 8 и уничтожило 6 гитлеровцев. Дважды награжден медалями «За отвагу» . 

Во время весеннего наступления 1944 года Симонов выполнял разведывательные задания. В плен захвачены 4 гитлеровца. За успешное задание в районе села Тешкурень Молдавской ССР 9 апреля 1944 года приказом от 23 августа 1944 года Симонов награжден орденом Славы 3-й степени . 

В селе Бэлэурешть Молдавской ССР 28 апреля 1944 года захватил боевые силы противника и уничтожил гитлеровцев. Приказом командующего армией от 23 ноября 1944 года Симонов награжден орденом Славы 2-й степени. 

В ходе Будапештской операции недалеко от пункта Пилишборошьено (Pilisborosjeno) в Венгрии 13 февраля 1945 года отделение стало преградой при отходе врага. Уничтожено около сотни солдат и офицеров, 22 захвачены в плен. Приказом командира стрелкового корпуса Симонов награжден орденом Отечественной войны 2-й степени.

В бою за деревню Модьорошбанья (Mogyorosbanya) 24 марта 1945 года отделение Симонова уничтожило 3 огневые точки и около 20 гитлеровцев. 2 — 5 апреля 1945 года в боях за Братиславу разведчики уничтожили 2 огневые точки, 10 гитлеровцев и 4 противников взяли в плен. Указом Президиума ВС СССР от 15 мая 1946 года за выполнение разведывательных заданий Симонов награжден орденом Славы 1-й степени.

Демобилизован в сентябре 1945 года .

## Награды
- Орден Отечественной войны 1-й степени (11.03.1985).
- Орден Отечественной войны 2-й степени (08.03.1945).
- Орден Славы 1-й степени (15.05.1946).
- Орден Славы 2-й степени (23.11.1944).
- Орден Славы 3-й степени (23.08.1944).
- Медаль «За отвагу» (16.10.1943).
- Медаль «За отвагу» (31.03.1944).